# Risegate
Risegate – osada w Anglii, w hrabstwie Lincolnshire. Leży 20,1 km od miasta Boston, 47,9 km od Lincoln i 148,3 km od Londynu. W 2016 miejscowość liczyła 783 mieszkańców.